# Blaise de Vigenère
Blaise de Vigenère, né le 5 avril 1523 à Saint-Pourçain-sur-Sioule et mort le 19 février 1596 à Paris, est un diplomate, écrivain, traducteur, cryptographe, kabbaliste, alchimiste et astrologue français.
Ce secrétaire d’ambassade, voyageur de carrière et de plaisir, qui fréquenta les armées et eut une existence dissipée et aventureuse, fut également un homme d’étude prodigieux et un des auteurs les plus féconds de son époque.

## Biographie
De famille connue, et noble depuis le quinzième siècle, son père, Jean, contrôleur ordinaire des guerres, lui fait donner une éducation classique très poussée, l’envoyant pour cela à Paris. L’adolescent en profite avec zèle puisqu'avide de connaissances, il étudie encore à l'âge mûr. Ces maîtres sont pour le grec et l’hébreu, Turnèbe et Dorat.
Il connait une existence très mouvementée : encore tout jeune, il participe à la campagne contre les Impériaux, en 1543, puis accompagne, en 1545, l’envoyé de France, Louis Adhémar de Grignan, à la diète de Worms.
Pendant plusieurs années, il voyage pour son compte, parcourant en particulier l’Allemagne et la Hollande, ce jusqu'en 1547, date à laquelle il devient ensuite, à vingt-quatre ans, secrétaire du duc de Nevers. Il conserve cette charge jusqu’à la mort de ce seigneur et de son fils en 1562.
En 1549, il visite Rome au cours d’une mission diplomatique de deux ans et il y retourna en 1566, à l'ordre de Charles IX lorsqu'il y sera nommé secrétaire d’ambassade, y restant trois ans jusqu'en 1569. Pendant ces deux séjours, il lit des livres traitant de cryptographie et entra en contact avec des cryptologues. Entre-temps, l'année 1565 le voit approfondir ses connaissances linguistiques, notamment dans les langues grecques et hébraïques.
Enfin, c'est en 1570 et sous Henri III, qui a beaucoup d'estime pour lui, que le brillant intellectuel est promu «secrétaire de la Chambre de la Majesté du Roy», il se marie avec une certaine Marie Varé, le 24 juillet de la même année.
Quand Vigenère prend sa retraite, à 47 ans, il offre sa pension annuelle de 1 000 livres aux pauvres de Paris. Au cours de sa retraite, il écrit plus de vingt livres, dont : le Traicte de Cometes ou étoiles chevelues et le Traicte des Chiffres (1586). Dans son Traicte des Chiffres, il décrit un chiffrement à clé de son invention.
Il meurt d'un cancer de la gorge. Sa tombe est à l'église Saint-Étienne-du-Mont.

## Contributions

### Écrits et traductions
Vigenère n'avait guère commencé à écrire qu’à cinquante ans. Ses livres témoignent d’une érudition très vaste, mais lourde, diffuse, encombrée d’occultisme. Ils n’en eurent pas moins un succès extraordinaire.
Sans doute l'un des premiers théoriciens de la traduction ; ses ouvrages traitant du sujet, jugés par certains d'un style peu élégant, sont néanmoins vantés par ses contemporains, comme par les spécialistes, en particulier pour la subtilité littéraire desdits textes, à l'instar du psaultier de David tornez en prose mesurée, remarquable par l'utilisation de ce dernier procédé. Il est aussi le seul contemporain à avoir laissé un compte rendu critique des artistes du XVIe siècle.

### Astrologie et alchimie
En tant qu'astrologue gnostique, Vigenère s'attacha à la nature des comètes, tandis que sur le plan de l'Alchimie, il décrivit le caractère et les propriétés des acides benzoïques.

### Cryptographie: le Chiffre de Vigenère
La paternité de ce qu'on appelle le « chiffre de Vigenère » revient plutôt à Giovan Battista Bellaso, qui a publié son travail en 1564.
Le chiffrement présenté par Vigenère en 1586 a toutefois quelques différences avec celui de Bellaso. Bellaso se servait d'une « table réciproque » à cinq alphabets de son invention ; Vigenère en utilisait dix. Bellaso basait son chiffrement sur la première lettre du mot ; Vigenère le basait sur une lettre sur laquelle les correspondants s'étaient mis préalablement d'accord.

### Cryptographie: Kabbale

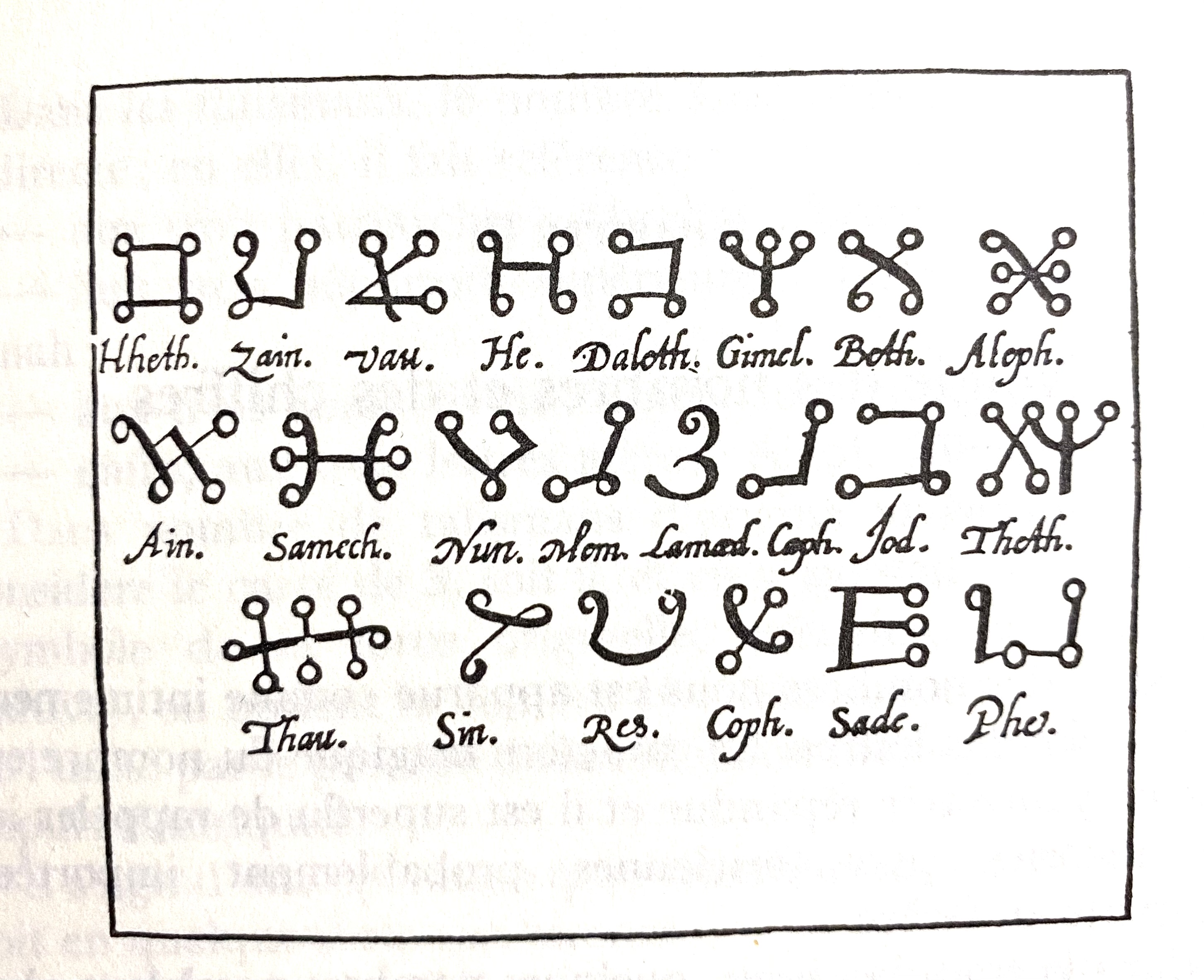
Alphabet hébraïque dit « boulé » utilisé dans la Kabbale.

#### La Table de Blaise de Vigenère
Le souci de garder le secret du Nom Ineffable, le « Chem Hamephorah » et la préoccupation de créer d’autres noms divins de substitution ont conduit les mystiques à utiliser divers artifices et constructions cryptographiques qui sont autant de codes et de grilles qu’il faut savoir déchiffrer et lire.
Dans son livre de 1989,  Les Talismans : Magie et traditions juives , qui se concentre sur la tradition juive de la kabbale, l'ethnologue David Rouach publie pour la première fois la Table complète de toutes les commutations d’alphabet hébraïque recensée par Vigenère dans son Traité des chiffres ou secrètes manières d'écrire.
Cette méthode de combinaison ou de permutation des lettres est appelée le Tserouf.
Cette combinaison des lettres est considérée comme le procédé kabbalistique type.

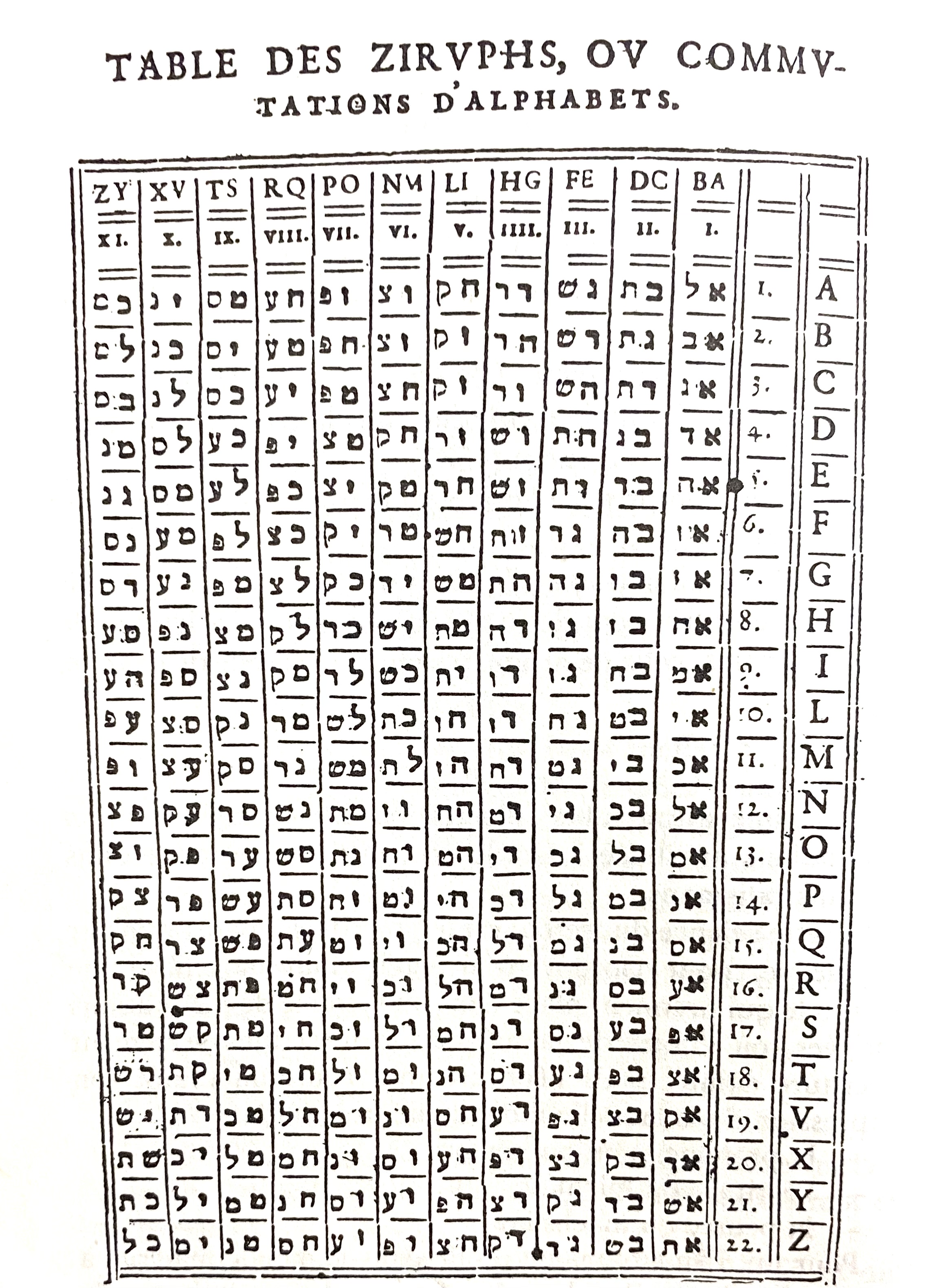
Les 22 clés du tserouf en hébreu de Blaise de Vigenère.

Dans son traité des chiffres Vigenère va traduire cette liste en alphabet latin

#### Les 22 clés du tserouf
C’est l’ethnologue David Rouach qui va, en 1989, percer la clé de fonctionnement de cette table.
Le principe du chiffrement de Vigenère introduit la notion de clé.
La Table de Vigenère contient 22 clés numérotées de 1 à 22 sur la colonne verticale.
La clé se  présente sous la forme de 4 lettres de l’alphabet hébraïque.
Exemple 1: la clé Ath bash ou את/בש.
C’est la 22e clé dans sa Table. Elle prend son nom des 4 premières lettres qui se trouvent sur la ligne horizontale au numéro 22.
Exemple 2: la clé אב/גת ou av/gath.
Il s’agit de la 2e clé de la Table. Les quatre premières lettres donnent son intitulé.

#### permutation et chiffrement
Dans le procédé du Tserouf, on permute une lettre par une autre selon une convention précédemment établie par la clef.
Exemples:
- La 22e clé ath -bash : il s’agit de la permutation de la première lettre de l’alphabet aleph א et de la dernière tav ת , de la seconde beth ב avec l’avant-dernière shin ש.

Les permutations suivantes de la clé 22 s’inscrivent sur la ligne horizontale.
- La clé 2 ab- gat: La lettre aleph א permute avec la lettre suivante beth ב; la lettre guimel  ג avec le tav ת; la lettre resh ר permute avec le shin ש etc.

Toutes ces clés vont permettre de déchiffrer et de lire tous les noms divins. Elles vont renouveler toutes les méthodes de méditations et de contemplation de l’expérience mystique.

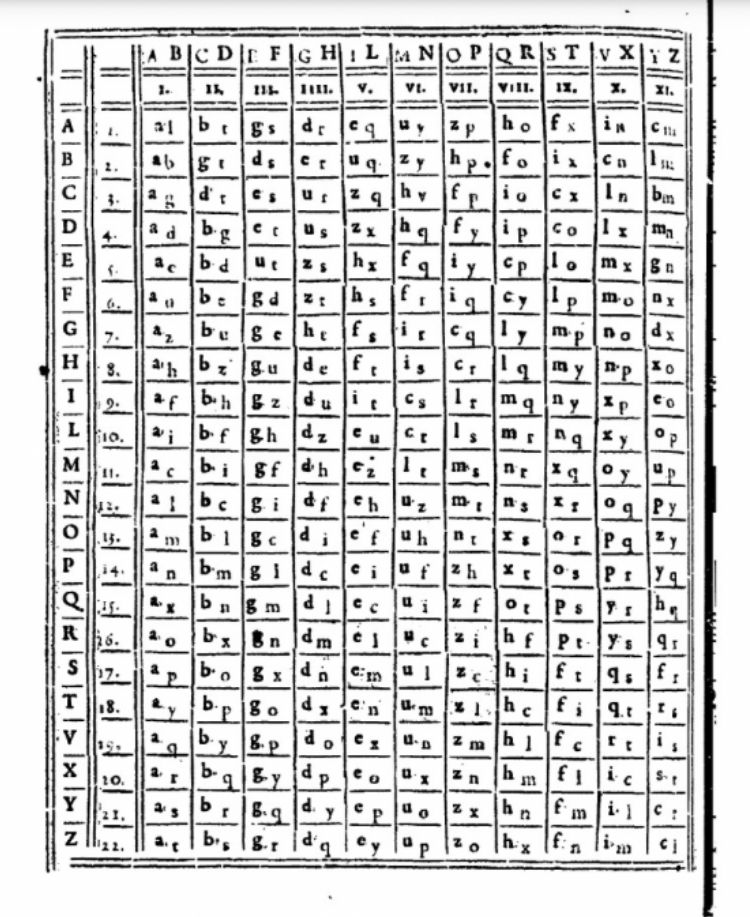
Table du Tserouf en caractère latin par Blaise de Vigenère.

Dans son traité, figurent également la liste complète des alphabets hébraïques. Tous ces alphabets vont nous permettre[style à revoir] de lire de nombreux documents écrits en caractères dits « à lunettes » ou « boulés ».

## Publications
Cette liste comprend des œuvres originales et des traductions.
- Les Chroniques et annales de Poloigne sur Gallica, Paris, Jean Richer, 1573
- La somptueuse et magnifique entrée du roi Henri III en la cité de Mantoue, Paris, Nicolas Chesneau, 1576
- Histoire de la décadence de l'empire grec et establissement de celuy des Turcs, comprise en dix livres par Nicolas Chalcondyle, Athénien, Paris, Nicolas  Chesneau, 1577
  - Continuation de l'histoire des Turcs…, enrichie de considérations particulières…, divisée en huit livres. Par Artus Thomas, sieur d'Embry, 1650 ;
  - Histoire de la décadence de l'empire grec et establissement de celuy des Turcs, par Chalcondyle, Athénien, de la traduction de B. de Vigenère, Bourbonnois, et illustrée par luy de curieuses recherches trouvées depuis son décès, avec la Continuation de la même histoire depuis la ruine du Péloponèse iusques à l'an 1612, et les Considérations sur icelle ; ensemble les Éloges des seigneurs Othomans, par Artus Thomas, sieur d'Ambry, et Depuis continuée par F E du Mezeray, tome second, Rouen, Jean Berthelin, 1662
- Traicté des comètes, ou estoilles chevelues, apparoissantes extraordinairement au ciel, avec leurs causes et effects, Paris, Nicolas Chesneau ; ; .
- Les Commentaires de César, des guerres de la Gaule. Mis en françois par Blaise de Vigenère, Secretaire de la Chambre du Roy. Avec quelques annotations dessus, 1582
- Les Décades qui se trouvent de Tite-Live, mises en langue francoise avec des annotations & figures pour l'intelligence de l'antiquité romaine, plus une description particulière des lieux : & une chronologie generale des principaux potentats de la terre, 1583 et 1606 chez Abel L'Angelier, en ligne sur Overnia.
- Les commentaires de Cesar, des Guerres de la Gaule. Mise en francois par Blaise de Vigenere. Bourbonnois : revues et corrigez par luy-mesme en cette derniere edition. Avec quelques annotations dessus sur Google Livres, 1584
- Histoire de Geoffroy de Villehardouyn, Mareschal de Champagne & de Romenie; de la conqueste de Constantinople par les Barons François associez aux Venitiens, l'an 1204, d'un costé en son vieil langage ; & de l'autre en un plus moderne & intelligible. Chez Abel L'Angelier, 1585. En ligne sur Overnia.
- Traicté des chiffres, ou Secrètes manières d'escrire, lire en ligne sur Gallica, Paris, Abel L'Angelier, 1586
- Le psaultier de David torne en prose mesuree, ou vers libres. Par Blaise de Vigenère, Bourbonnois, Paris, Abel L'Angelier, 1588
  - Le psaultier de David: torné en prose mesurée ou vers libres, vol. 2 de Le psaultier de David: torne en prose mesurée ou vers libres, édition de 1588, par Pascale Blum-Cuny, Le Miroir volant, 1991  (ISBN 2951004400 et 9782951004405)
- La suite de Philostrate le jeune Avec argumens, & Annotations. Par Blaise de Vigenere Bourbonnois sur Gallica, Paris, Abel Langelier, 1597 ; Claude Michel, Tournon, 1611.
- Les images, ou Tableaux de platte peinture de Philostrate Lemnien ,... mis en françois par Blaise de Vigénère,... avec des arguments et annotations sur chacun d'iceux... Edition nouvelle reveue corrigee et augmentee de beaucoup par le traslateur sur Gallica, Paris, Abel Langelier, 1597Traduction d'une œuvre de Philostrate de Lemnos
- De la vie d'Apollonius de Tyane de Philostrate d'Athènes, 2e  éd., Paris, chez la veuve Matthieu Guillemot, 1611 — Première traduction française, 2 vol.
- Traicté du Feu et du Sel. Excellent et rare opuscule du sieur Blaise de Vigenère Bourbonnois, trouvé parmy ses papiers après son decés sur Gallica, Paris, Abel Langelier, 1618,Dernière édition Bibliotheca Esoterica, Jobert , Paris, 1976.

## Hommages
- Le lycée de Saint-Pourçain-sur-Sioule porte son nom.